# Transport naddźwiękowy

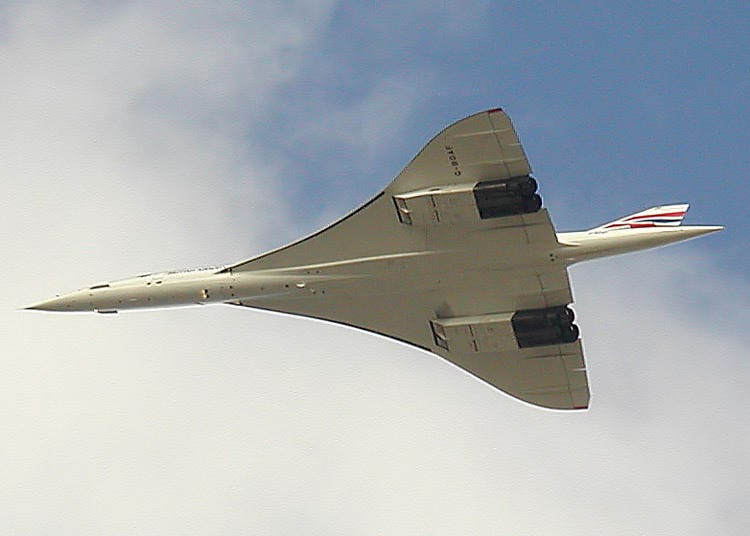
Concorde

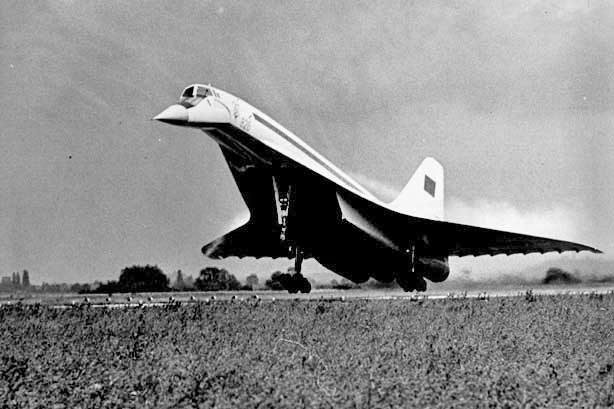
Tu-144

Transport naddźwiękowy – transport realizowany przez cywilne samoloty ponaddźwiękowe zaprojektowane do przewożenia pasażerów z prędkościami przekraczającymi prędkość dźwięku.
Jedynymi samolotami odbywającymi regularne loty były angielsko-francuski Concorde oraz radziecki Tu-144. Ostatni lot pasażerski Tupolewa miał miejsce w czerwcu 1978, a Concorde’a 26 listopada 2003. Od tej pory żaden samolot ponaddźwiękowy nie wykonuje lotów komercyjnych.